# Арли (Алабама)
Арли (енгл. Arley) град је у америчкој савезној држави Алабама. По попису становништва из 2010. у њему је живело 357 становника.

## Демографија
Према попису становништва из 2010. у граду је живело 357 становника, што је 67 (23,1%) становника више него 2000. године.
| Група             | 2000.       | 2010.       |
| Белци             | 284 (97,9%) | 336 (94,1%) |
| Афроамериканци    | 0 (0,0%)    | 0 (0,0%)    |
| Азијати           | 0 (0,0%)    | 1 (0,3%)    |
| Хиспаноамериканци | 4 (1,4%)    | 5 (1,4%)    |
| Укупно            | 290         | 357         |